# دبز گریر
دبز گریر (انگلیسی: Dabbs Greer؛ ‏ ۲ آوریل ۱۹۱۷ – ۲۸ آوریل ۲۰۰۷) بازیگر اهل ایالات متحده آمریکا بود. وی بین سال‌های ۱۹۴۹ تا ۲۰۰۳ میلادی فعالیت می‌کرد.
از فیلم‌هایی که وی در آن نقش داشته است، می‌توان به مسیر سبز، رعد و برق سفید و مجموعه خانه کوچک اشاره کرد.